# 布伊 (香槟沙隆区)
布伊（法語：Bouy，法語發音：[bwi]）是法国马恩省的一个市镇，位于该省中部，属于香槟沙隆区。

## 地理
布伊（49°5'11"N, 4°20'58"E）面积22.46 平方千米，位于法国大東部大區马恩省，该省份为法国东北部内陆省份，北起阿登省，西北接埃纳省，西南接塞纳-马恩省，南至奥布省，东南接上马恩省，东临默兹省。
与布伊接壤的市镇（或旧市镇、城区）包括：莱格朗德洛日、利夫里-卢韦尔西、大穆尔默隆、瓦德奈、拉沃夫。

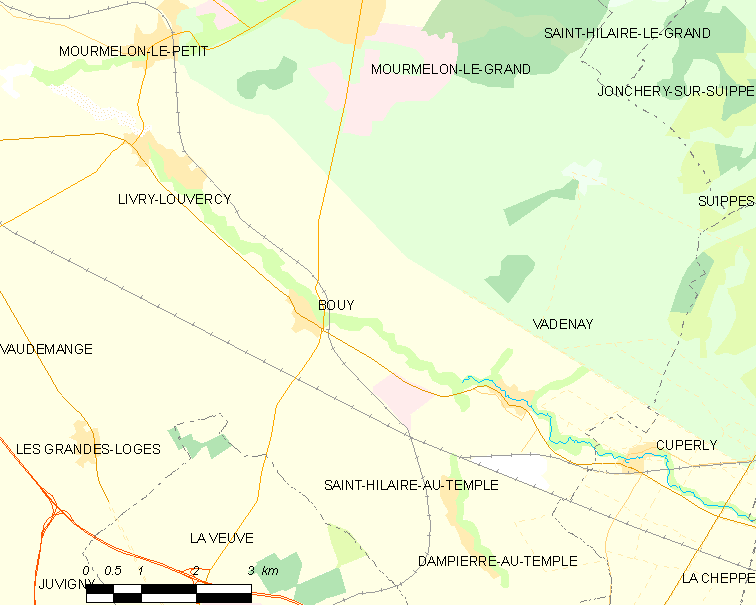
的OSM定位图

布伊的时区为UTC+01:00、UTC+02:00（夏令时）。

## 行政
布伊的邮政编码为51400，INSEE市镇编码为51078。

## 政治
布伊所属的省级选区为穆尔默隆-韦勒-香槟山县。

## 人口

1962-2008年间人口变化图示

布伊于2022年1月1日时的人口数量为536人。